# Лін

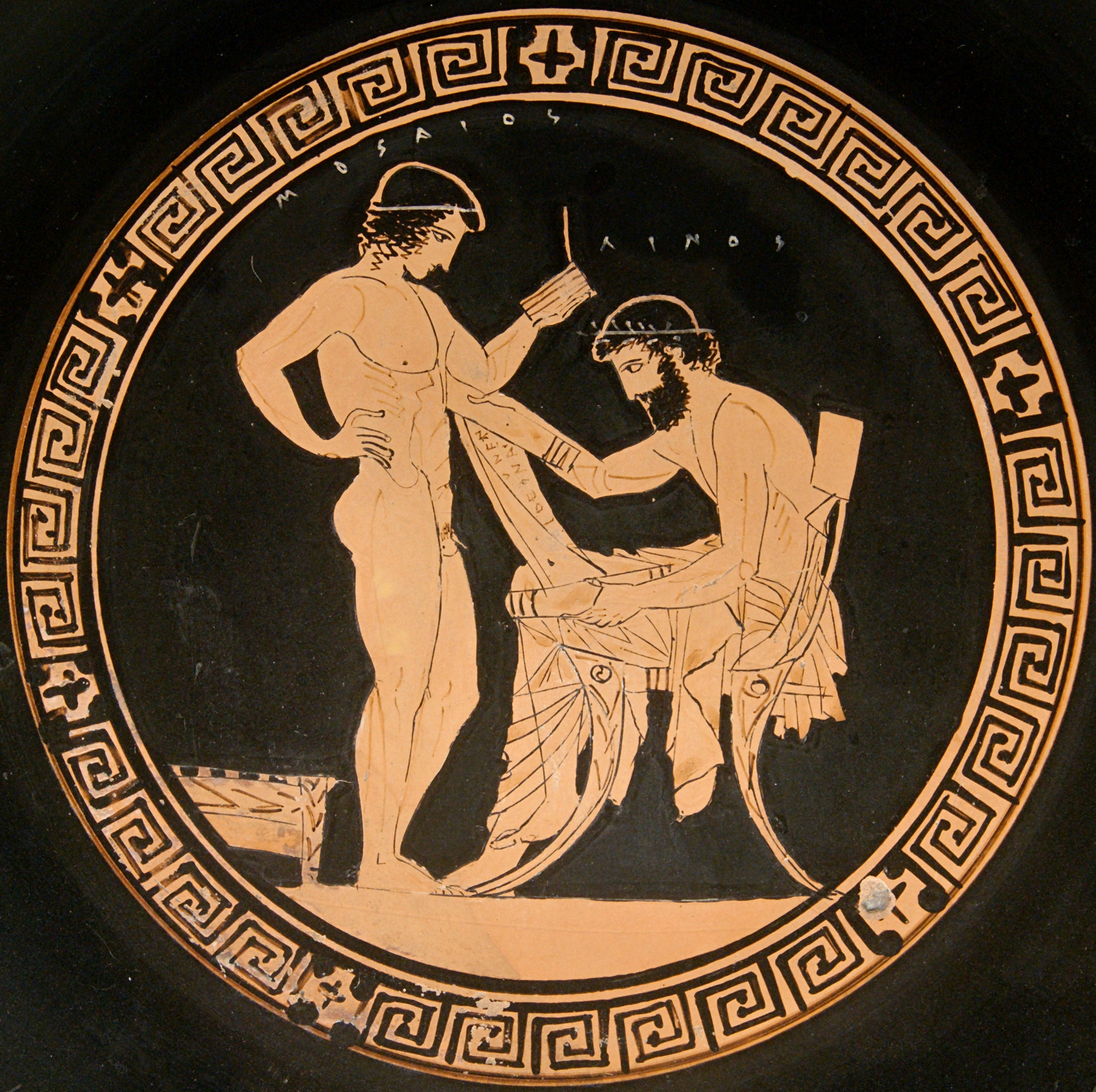
Тондо червонофігурного кілікса: учень Мусей та учитель Лін у палестрі, Вазописець Еретрії

Лін, Лі́нус (грец. Λῖνος, лат. Linus) — за однією версією міфу, син Аполлона й Псамати, за іншою — син Амфімара й Уранії; великий знавець музики.

## Життєпис
Наважився поставити себе в цьому мистецтві поряд з Аполлоном, за що бог його вбив. Тісно пов'язаний з Аполлоном і музами, вважався уособленням зароджуваного мистецтва; йому приписували винайдення триструнної ліри, пісні й ритму, поезії тощо. Згодом його вважали за граматика, філософа, вчителя Орфея та Мусея. Пізніші міфи зображували його мудрецем, який навчав Геракла грі на кітарі. Коли Лін покарав свого учня, Геракл вдарив його кіфарою та вбив.
Лін згадується в епосі Гесіода; на честь Ліна складали жалібні пісні (threnoi), що являли собою мелодійні повтори; про нього співали на бенкетах і в танках. Спочатку Л. був уособленням тужливої пісні, пізніше персоніфікував квітуче, радісне життя, яке, проте, повинне закінчитися смертю.

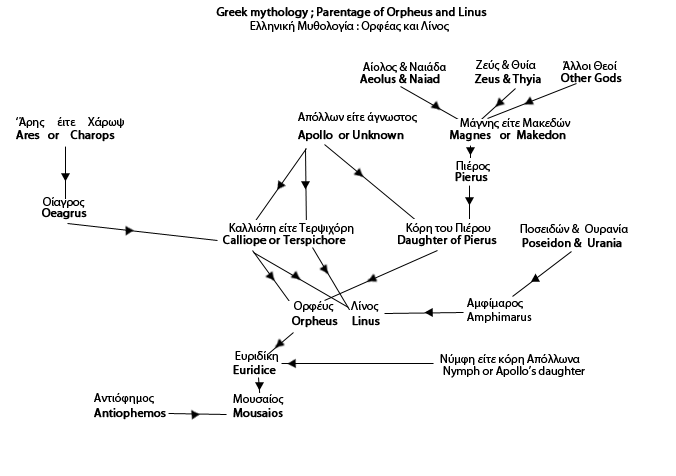
Родовід Орфея та Ліна